# Хейдън (Аризона)
Вижте пояснителната страница за други значения на Хейдън.
Хейдън (на английски: Hayden) е град в окръг Хила, щата Аризона, САЩ. Хейдън е с население от 821 жители (2007) и обща площ от 3,3 km². Намира се на 623 m надморска височина. ЗИП кодът му е 85235, а телефонният му код е 520.